# 斯克林傑角
斯克林傑角（英語：Cape Scrymgeour），是南極洲的海岬，位於葛拉漢地，處於茹安維爾群島的安德森島東端，在1947年由英國研究隊繪入地圖，現時由南極條約體系管理。